# 上卡帕朗
上卡帕朗是巴西米纳斯吉拉斯州的一个市镇。总面积104.571平方公里，总人口5048人，人口密度48.3人/平方公里。